# گسل زردکوه
گسل زردکوه از گسل‌های زاگرس است که با سازوکار فشاری و راستای شمال‌غربی – جنوب‌شرقی و شیب به سمت شمال‌شرقی، به موازات جنوبی گسل اردل قرار دارد. رود بازفت در مسیر گسل زردکوه و به موازات جنوب‌غربی آن جریان دارد.
در مسیر گسل زردکوه، سنگ‌های کامبرین و اردویسین از سمت شمال‌شرقی بر روی سازند بختیاری (در جنوب‌غربی) رانده شده‌اند. گسل زردکوه با طول حداقل ۱۳۰ کیلومتر، بخشی از مرز میان زاگرس بلند و زاگرس چین‌خورده را تشکیل می‌دهد.